# Emaús Nicópolis

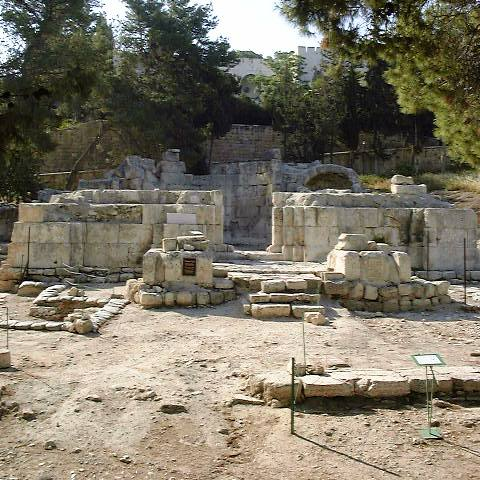
La Basílica Bizantina de Emaús Nicópolis (siglo V-VII d.C.), restaurada por los cruzados durante el siglo XII

Emaús Nicópolis (llamado también Nicópolis, Nikópolis, 'Amuás, 'Imuás), en Israel, es una localidad cuya importancia ha variado a lo largo de los siglos (de los siglos III al VII d. C. fue una ciudad). Está situada aproximadamente a 30 km al oeste de Jerusalén en la frontera entre los montes de Judea y el valle de Ayyalón, cerca del lugar donde la carretera que lleva de Jaffa a Jerusalén se divide en dos: la vía del norte (por Beit-Horon) y la del sur (por Kiryat-Yearim). Actualmente el lugar santo de Emaús se encuentra en el cruce de Latrún entre Jerusalén y Tel Aviv, a 20 minutos del aeropuerto internacional de Ben Gurion, y está abierto a los visitantes. La Comunidad Católica de las Bienaventuranzas reside ahí.

## Situación geográfica y nombre
La posición geográfica de Emaús está descrita en el Talmud de Jerusalén, Tratado Sheviit 9,2: "De Beth-Horon hasta el mar, se dice, se cuenta una sola provincia", el resto es considerado bajo el título de vecindario.
No, dice R. Yohanan, se encuentran ahí montañas, planicies y valles; de Beth-Horon hasta Emaús son montañas; de Emaús hasta Lod es planicie; de Lod hasta el mar es valle". 
El emplazamiento de Emaús está igualmente indicado en los mapas geográficos de la época romana: la Tabla de Peutinger, según la cual Emaús se encuentra aproximadamente 19 millas (casi 28 km) al oeste de Jerusalén, y el mapa de Ptolomeo según el cual esta distancia equivale a 20 millas (aproximadamente 29.5 km). Estas coordenadas son confirmadas por los siguientes testigos: algunos manuscritos y traducciones antiguas del Evangelio de Lucas (especialmente el Códice Sinaítico), que indican la distancia de 160 estadios entre Jerusalén y Emaús, Eusebio de Cesárea, el peregrino anónimo de Burdeos, San Jerónimo y otros.

## Etimología
El nombre de Emaús proviene muy probablemente de la palabra hebrea “Jammát” o “Jamtá” que significa “fuente caliente”. Ese nombre fue helenizado, tal vez durante el siglo II a. C. y se encuentra en la literatura judía antigua bajo las formas: Ammaús, Ammaúm, Emmaús, Emmaúm, Maús, y Amahúm: Άμμαούμ, Άμμαούς, Έμμαούμ, Έμμαούς, אמאוס, אמאום, עמאוס, עמאום, עמוס, מאום, אמהום…

## Historia
A causa de su posición estratégica, Emaús jugó durante ciertas épocas de la historia un papel administrativo, militar y económico importante. La primera mención de Emaús se encuentra en el primer Libro de los Macabeos, capítulos 3-4, en el marco de las guerras de Judas Macabeo contra los griegos (siglo II a. C.).
Durante la época de los Asmoneos, Emaús se convirtió en la localidad dominante en el valle de Ayalón y adquirió el estatuto de centro administrativo regional (centro de la toparquía). Flavio Josefo menciona a Emaús en sus escritos varias veces. Habla, entre otras cosas, de la destrucción de Emaús por los Romanos en el año 4 a. C. Devastado por los romanos, Emaús se transforma en un pueblecito y más adelante será mencionado como tal en el Evangelio según San Lucas:
“Aquel mismo día iban dos de ellos a un pueblo llamado Emaús, que distaba (ciento) sesenta estadios de Jerusalén, y conversaban entre sí sobre todo lo que había pasado. Y sucedió que, mientras ellos conversaban y discutían, el mismo Jesús se acercó y siguió con ellos; pero sus ojos estaban retenidos para que no le conocieran... Al acercarse al pueblo a donde iban, él hizo ademán de seguir adelante, pero ellos le forzaron diciéndole: ‘Quédate con nosotros, porque atardece y el día ya ha declinado’. Y entró a quedarse con ellos. Y sucedió que, cuando se puso a la mesa con ellos, tomó el pan, pronunció la bendición, lo partió y se lo iba dando. Entonces se les abrieron los ojos y le reconocieron, pero él desapareció de su lado”. (Lc 24,13… 31)
Después de la derrota de Bar Kojba y el final de su revuelta en la primera mitad del siglo II d. C., los romanos y los samaritanos se instalaron en Emaús. A principios del siglo III d. C. el sabio escritor de origen romano Julio Africano (Julius Africanus) vivía y trabajaba en Emaús. Según los historiadores de la época bizantina (Eusebio de Cesárea, San Jerónimo, Filipo de Side y otros), Julio Africano estaba a la cabeza de una delegación de los habitantes de la localidad frente al emperador romano Heliogábalo, después de lo cual el emperador le otorga a Emaús el estatuto de ciudad (“polis”) y la llama “Nicópolis”. Ella llevará este nombre hasta el final de la época romana y durante toda la época bizantina.

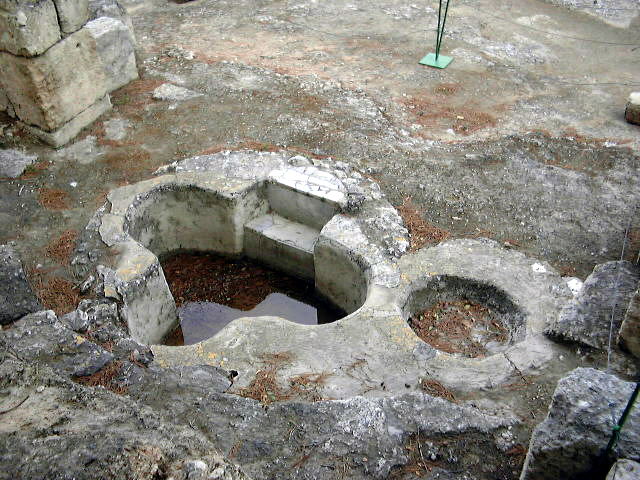
Bautisterio Bizantino en Emaús Nicópolis

“Emaús, de donde era originario Cleofás, mencionado en el Evangelio de Lucas, es Nicópolis, una ciudad celebre de Palestina”. (Eusebio de Cesarea, “Onomasticon” 90, 15-17, el texto data de 290-325 d. C.
Durante la época bizantina, Emaús Nicópolis llegó a ser una gran ciudad, con una sede episcopal. Sobre el lugar de la aparición de Cristo resucitado fue erigido un gran complejo eclesiástico que recibía a numerosos peregrinos, y cuyas ruinas han sobrevivido hasta hoy. Con la llegada de los conquistadores musulmanes (siglo VII) Emaús reencuentra su nombre semítico, en árabe "Amuás", "Imuás", pero perdió su papel de centro regional.
En la época de las cruzadas, Emaús conoció una nueva presencia cristiana, la iglesia bizantina fue restaurada, sin embargo, la memoria de la aparición de Jesús en Emaús comienza a ser celebrada por los peregrinos en otros lugares de la Tierra Santa: Ha-Motsa (6 km al oeste de Jerusalén), Qubeiba (12 km al noroeste de Jerusalén), Abu Gosh (12 km al oeste de Jerusalén).
El pueblo árabe de Amuás volvió a ser identificado como el Emaús de la Biblia y la Nicópolis romano-bizantina en la época moderna gracias a los trabajos de los exploradores: Edward Robinson (1838-1852), M.-V.Guérin (1868), Clermont-Ganneau (1874), J.-B. Guillemot (1880-1887), así como gracias a las revelaciones recibidas por Santa Mariam de Belén, una santa local, religiosa del Carmelo de Belén, a quien Jesús mismo indicó que Amuás era el Emaús del Evangelio. El lugar santo de Emaús fue comprado por las carmelitas a los musulmanes, excavaciones fueron realizadas y las peregrinaciones cristianas a Emaús Nicópolis recomenzaron. El pueblo árabe de Amuás fue arrasado durante la Guerra de los Seis Días (1967).

## Arqueología

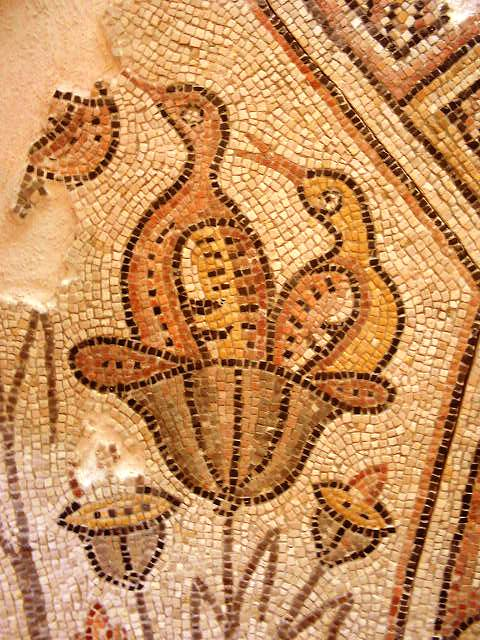
Mosaico bizantino en Emaús Nicópolis

Las excavaciones arqueológicas se efectuaron en Emaús a partir de finales del siglo XIX: Clermont-Ganneau (1874), J.-B. Guillemot (1883-1887), los frailes dominicos L.-H. Vincent y F.-M. Abel (1924-1930), Y. Hirschfeld (1975), M. Gichon (1978), M. Louhivuori, M. Piccirillo, V. Michel, K.-H. Fleckenstein (desde 1994).
Durante las excavaciones sobre el terreno del parque “Canadá” (“Ayyalón”) salieron a la luz las fortificaciones de Emaús de la época de los Asmoneos, tumbas judías del siglo I d. C., un edificio de baños romanos del siglo III d. C., instalaciones hidráulicas romano-bizantinas, prensas para aceite y tumbas. Sobre el terreno del lugar santo de Emaús fueron descubiertas tumbas judías del siglo I d. C., prensa para aceite, tumbas romano-bizantinas y numerosos objetos datando del período romano-bizantino (lámparas de aceite, utensilios, joyas). La cabecera de la basílica bizantina compuesta de tres ábsides, el bautisterio externo y mosaicos policromáticos fueron descubiertos, así como los muros de la iglesia de los cruzados (siglo XII), adherida al ábside bizantino central. En los alrededores de Emaús se encontraron igualmente inscripciones en hebreo, samaritano, griego y latín, grabados en piedras.

## Identificación de Emaús Nicópolis con el pueblo mencionado en Lucas 24,13
La mayor parte de los manuscritos antiguos del Evangelio de Lucas que han llegado hasta nosotros, indican la distancia de 60 estadios (más o menos 12 km) entre Jerusalén y Emaús. Al mismo tiempo, los manuscritos unciales: א (Codex Sinaiticus), Θ, Ν, Κ, Π, 079 y minúsculas : 157, 265, 1079, 1604, 1219, 1223, así como antiguas traducciones: en latín: algunos manuscritos de Vetus Latina (por ejemplo, Sangermanensis), los manuscritos de la Vulgata de alta calidad (incluyendo el más antiguo de entre ellos, Fuldensis), en arameo: (Evangeliario palestino), en georgiano y en armenio mencionan la distancia de 160 estadios (alrededor de 30 km). La versión de 60 estadios fue elegida a partir del siglo XVI para las ediciones de la Biblia impresa. Contra la versión de 160 estadios se ha propuesto a menudo el argumento de la imposibilidad de recorrer una distancia parecida, de ida y vuelta en una sola jornada. No hay que olvidar, sin embargo, el principio de interpretación de los textos antiguos: Lectio difficilior, lectio verior: de las dos versiones, es la más difícil la que debe ser considerada como original, ya que los antiguos copistas de la Biblia tenían la tendencia a modificar el texto a fin de facilitar su comprensión, más que a la inversa. Hay que remarcar igualmente que es posible de hacer una ida y vuelta a pie entre Jerusalén y Emaús Nicópolis en una sola jornada, lo que ha sido confirmado por la experiencia en diversas ocasiones.
Las fuentes judías antiguas (el primer libro de los Macabeos, Flavio Josefo, Talmud y Midrash) no conocen más que una sola localidad de nombre Emaús en la región de Jerusalén, que es Emaús del valle de Ayyalón. Así, Flavio Josefo narra en La guerra judía (4, 8, 1) que Vespasiano instala a la V Legión Macedónica en Emaús. Esas coordenadas fueron confirmadas por los arqueólogos que descubrieron las piedras tumbales de los soldados de esta Legión en los alrededores de Emaús Nicópolis. Podemos afirmar entonces, con exactitud que en el primer siglo después de Cristo, el pueblo de Emaús realmente existía en los bordes del valle de Ayalón y que es a esta localidad que Flavio Josefo se refiere en sus escritos. El pueblo de Ha-Motsa situado a 6 km (30 estadios) de Jerusalén, es mencionado en los manuscritos medievales de La guerra judía de Flavio Josefo (7, 6, 6) bajo el nombre de Ammaús, lo que proviene probablemente, de un error de los copistas.
La tradición cristiana de los Padres de la Iglesia y de los peregrinos en Tierra Santa de la época romano-bizantina, unánimemente identifican a Emaús Nicópolis como el Emaús del Evangelio de Lucas: Orígenes (presumiblemente), Eusebio de Cesárea, San Jerónimo, Hesiquio de Jerusalén, Teófanes el Confesor, Sozomenos, Teodosio, etc.
En 1878, Santa Mariam de Belén (Mariam Baouardy) recibió una revelación en la que Jesús le indicaba Amuás como el verdadero Emaús del Evangelio, después de lo cual el lugar santo fue comprado por las carmelitas a los musulmanes.
Emaús Nicópolis preserva a lo largo de los siglos su antiguo nombre de Emaús (“Amuás”), así como a lo largo de los siglos persiste la tradición cristiana que venera este lugar en tanto que el Emaús en donde Jesús resucitado apareció.